# Efekty specjalne

Tworzenie efektów specjalnych

Efekty specjalne (triki filmowe) – specjalne wrażenia wywierane na widzach, obecnie tworzone najczęściej komputerowo.

## Historia
Po raz pierwszy efekty specjalne zostały zaprezentowane w filmach: The Enchanted Drawing (1900) oraz Podróż na księżyc (1902). Modele gwiazd i planet były robione z gliny lub były kukłami. Gdy do kin wszedł Zaginiony świat (1925) prasa ogłosiła: żywy dinozaur! Dopiero później twórcy wyjaśnili, iż były to kukły dinozaurów. Udoskonalone modele sztucznych dinozaurów i na dodatek wielką małpę zaprezentowano w filmie King Kong (1933).
Do najbardziej przemyślnych efektów specjalnych przed nadejściem ery techniki komputerowej należą m.in. poruszanie się statków kosmicznych w filmie Gwiezdne wojny: część IV – Nowa nadzieja (1977), narodziny młodego potwora z filmu Obcy – ósmy pasażer Nostromo (1979) oraz scena otwierania Arki Przymierza przez nazistów w Poszukiwaczach zaginionej Arki (1981).

### CGI
Pierwsze efekty specjalne tworzone techniką komputerową (CGI) pojawiły się w latach 70., a konkretnie w filmie Świat Dzikiego Zachodu (1973) w reżyserii Michaela Crichtona. Pierwszym filmem ze stworzonym wyłącznie przy użyciu komputera środowiskiem, na tle którego umiejscowiono aktorów, a także pierwszym łączącym animację komputerową z grą aktorską typu live action był film Tron (1982) w reżyserii Stevena Lisbergera. Natomiast pierwszą postacią w pełni wygenerowaną komputerowo i umieszczoną w filmie aktorskim jest postać szklanego rycerza z Piramidy Strachu (1985) Barry'ego Levinsona. Przełom w stosowaniu komputerowych efektów specjalnych nastąpił wraz z premierą filmu Terminator 2: Dzień sądu (1991) ze scenami z komputerowo stworzonym cyborgiem z płynnego metalu. Kolejną rewolucją w stosowaniu komputerowych efektów specjalnych był film Matrix (1999), w którym użyto nowatorskich technik nagrywania i przetwarzania obrazu.
Prekursorem obecnie stosowanych efektów specjalnych jest Peter Jackson, który w trylogii Władca Pierścieni (2001-2003) zastosował technikę przechwytywania ruchu w celu uzyskania efektu poruszającej się postaci Golluma, odgrywanej przez Andy’ego Serkisa.